# 司天台
司天台是中国古代唐朝时的官署名称，掌管着观测记录天象、制定颁布历法等职能。虽然在不同的朝代都有类似的官署机构，但是它们的名称不太一样，比如历史上曾称为太史寮，到隋朝时改稱太史曹，後改作太史局，後又改為太史監。唐初称为太史局，以后的名称也改动多次，有秘书阁局、浑天监、浑仪监、太史监等名。到唐肃宗乾元元年改为司天台。
至宋代更名为太史局或司天监，另设翰林天文院。至明朝设司天监和回回司天监，洪武三年（1370年）改称钦天监。